# Pong
Pong (o Tele-Pong) es un videojuego de consolas de primera generación publicado por Atari, creado por Nolan Bushnell y lanzado el 29 de noviembre de 1972. Pong está basado en el deporte de tenis de mesa (o ping pong). La palabra Pong es una marca registrada por Atari Interactive, mientras que la palabra genérica «pong» es usada para describir el género de videojuegos «bate y bola». La popularidad de Pong dio lugar a una demanda de infracción de patentes y ganada por parte de los fabricantes de Magnavox Odyssey, que poseía un juego similar en el que Pong de Atari claramente se había inspirado luego de una visita de Bushnell a las oficinas de Magnavox donde vio una demostracion del mismo.
Pong fue el primer videojuego con éxito comercial, y ayudó a establecer la industria de los videojuegos junto con Magnavox Odyssey. Al poco de su lanzamiento, varias empresas empezaron a producir juegos que lo imitaban. Finalmente, los competidores de Atari lanzaron nuevos tipos de videojuegos de los cuales se desviaban del formato original de Pong en varios grados, y esto, a su vez, trajo a Atari a animar su personal a ir más allá del «Pong» y producir ellos mismos juegos más innovadores.
Atari lanzó varias secuelas de Pong que se basan en el juego original añadiendo nuevas funciones. Durante la temporada de Navidad de 1975, Atari lanzó una versión casera de Pong exclusivamente a través de las tiendas de Sears. La versión doméstica también fue un éxito comercial y provocó numerosos clones. El juego se rehízo en numerosas plataformas portátiles y domésticas después de su lanzamiento.

## Juego
Pong es un juego de deportes en dos dimensiones que simula un tenis de mesa. El jugador controla en el juego una paleta moviéndola verticalmente en la parte izquierda de la pantalla, y puede competir tanto contra un oponente controlado por computadora, como con otro jugador humano que controla una segunda paleta en la parte opuesta. Los jugadores pueden usar las paletas para pegarle a la pelota hacia un lado u otro. El objetivo consiste en que uno de los jugadores consiga más puntos que el oponente al finalizar el juego. Estos puntos se obtienen cuando el jugador adversario falla al devolver la pelota.

## Desarrollo e historia
Aunque existieron con anterioridad otros videojuegos de las dos décadas anteriores como OXO (ejecutado en una computadora única en el mundo) y posterior a este Spacewar! bajo la PDP-1 de DEC, eran, en su mayoría, proyectos experimentales: Pong está considerado por muchos como el más importante de entre la primera generación de videojuegos modernos, debido a que fue el primero en comercializarse a nivel masivo y no ejecutarse en máquinas únicas.

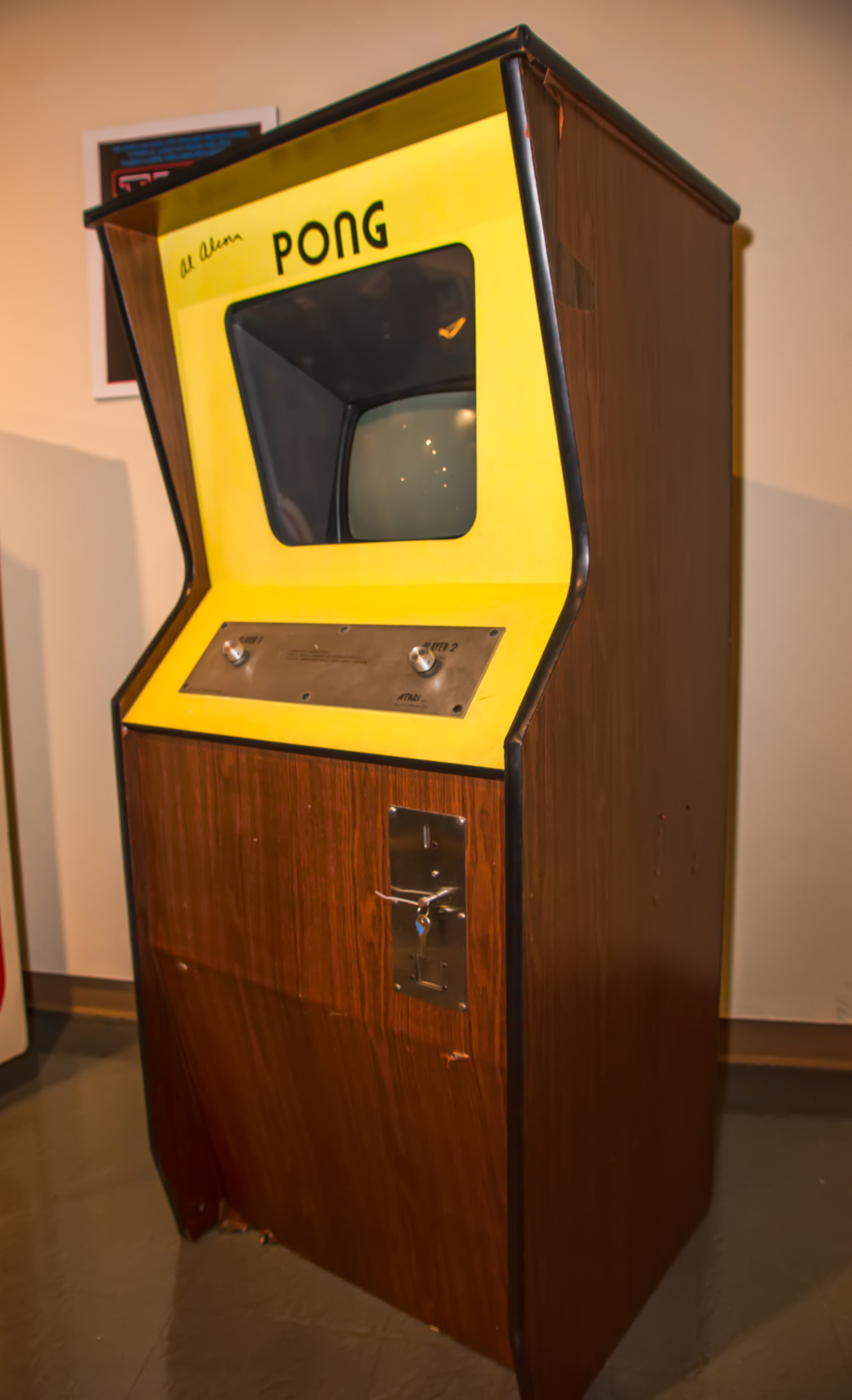
Recreativa original de Pong en el Museo Público de Neville, Wisconsin.

Pong fue el primer juego desarrollado por Atari Inc, fundada en junio de 1972 por Nolan Bushnell y Ted Dabney. Después de producir el juego Computer Space, Bushnell decidió formar una compañía para producir más juegos mediante la concesión de licencias de otras compañías para utilizar sus ideas. Su primer contrato fue con Bally Tecnologies para un juego de conducción. Poco después de la fundación, Bushnell contrató a Allan Alcorn por su experiencia en ingeniería eléctrica y ciencias de la computación; Nolan también había trabajado anteriormente con él en Ampex. Antes de trabajar en Atari, Alcorn no tenía ninguna experiencia con videojuegos.
A diferencia de OXO, que funcionaba en la EDSAC con válvulas y que ocupaba el piso completo de un edificio, la placa de Pong se asemeja electrónicamente a la PDP-1 por la utilización de transistores, condensadores, resistencias, etc. Pertenece a la segunda generación de computadoras y ocupa un espacio de unos cuantos metros cuadrados.
Aunque ya existía el primer microprocesador, hecho por Intel en 1970, no fue utilizado aún por su reciente lanzamiento al mercado, alto coste, ausencia de documentación y poca capacidad; sin embargo, estaba en desarrollo su predecesora, la consola Atari 2600, con su CPU MOS Technology 6507 que le ingresa al videojuego  Pong dentro de la categoría de tercera generación de computadoras hasta 1975.
Pong fue el primer juego desarrollado por Atari. Después de producir Computer Space, Bushnell decidió formar una empresa para producir más juegos concediendo licencias de ideas a otras empresas. El primer contrato fue con Bally Manufacturing Corporation para un juego de conducción. Al poco de la fundación, Bushnell contrató Allan Alcorn por su experiencia en ingeniería eléctrica e informática; Bushnell y Dabney también habían trabajado anteriormente con él en Ampex. Antes de trabajar en Atari, Alcorn no tenía experiencia con los videojuegos. Para aclimatar Alcorn en la creación de juegos, Bushnell le dio un proyecto que secretamente pretendía ser un ejercicio d?entrenamiento. Bushnell dijo a Alcorn que tenía un contrato con General Electric para un producto, y pidió a Alcorn que creara un juego sencillo con un punto móvil, dos paletas y dígitos para mantener la puntuación. En 2011, Bushnell afirmó que el juego estaba inspirado en versiones anteriores de tenis electrónico que había jugado antes; Bushnell jugó a una versión de un ordenador PDP-1 en 1964 mientras asistía en la universidad. Aun así, Alcorn ha afirmado que fue en respuesta directa a la visualización de Bushnell del juego de tenis de la Magnavox Odyssey. En mayo de 1972, Bushnell había visitado la Magnavox Profit Caravan en Burlingame, California donde jugó a una demostración de la Magnavox Odyssey, concretamente el juego de tenis mesa. A pesar de que pensaba que el juego carecía de calidad, viéndolo provocó que Bushnell asignara el proyecto a Alcorn.
Alcorn examinó por primera vez los esquemas de Bushnell de Computer Space, pero encontró que eran ilegibles. Continuó creando sus propios diseños basándose en su conocimiento de la lógica transistor a transistor y el juego de Bushnell. Sintiendo que el juego básico era demasiado aburrido, Alcorn añadió funciones para dar más atractivo al juego. Dividió la pala en ocho segmentos para cambiar el ángulo de regreso de la pelota. Por ejemplo, los segmentos centrales devuelven la pelota a un ángulo de 90° en relación con la paleta, mientras que los segmentos exteriores devuelven la pelota a ángulos más pequeños. También hizo que la pilota se acelerara cuando más tiempo restaba en juego; perder la pelota hace restablecer la velocidad. Otra característica era que las palas del juego no podían llegar a la parte superior de la pantalla. Esto fue causado por un circuito sencillo que tenía un defecto inherente. En lugar de dedicar tiempo a solucionar el defecto, Alcorn decidió que daba más dificultado al juego y ayudaba a limitar el tiempo en que se podía jugar; se imaginaba que dos jugadores habilidosos podrían jugar por siempre jamás de otra manera.
Después de tres meses del desarrollo, Bushnell dijo a Alcorn que quería que el juego presentara efectos de sonido realistas y una multitud rugiendo. Dabney quería que el juego «soplara» y «silbara» cuando un jugador perdía una ronda. Alcorn tenía poco espacio disponible para la electrónica necesaria y desconocía como crear estos sonidos con circuitos digitales. Después de inspeccionar el generador de sincronización, descubrió que podía generar diferentes tonos y los utilizó para los efectos sonoros del juego. Para construir el prototipo, Alcorn compró un aparato de televisión blanco y negro Hitachi por 75 $ de una tienda local, lo instaló en una máquina recreativa de madera de 1,2 m, y soldó los cables en placas para crear los circuitos necesarios. El prototipo impresionó tanto Bushnell y Dabney que pensaron que podía ser un producto rentable y decidieron probar la comercialización.

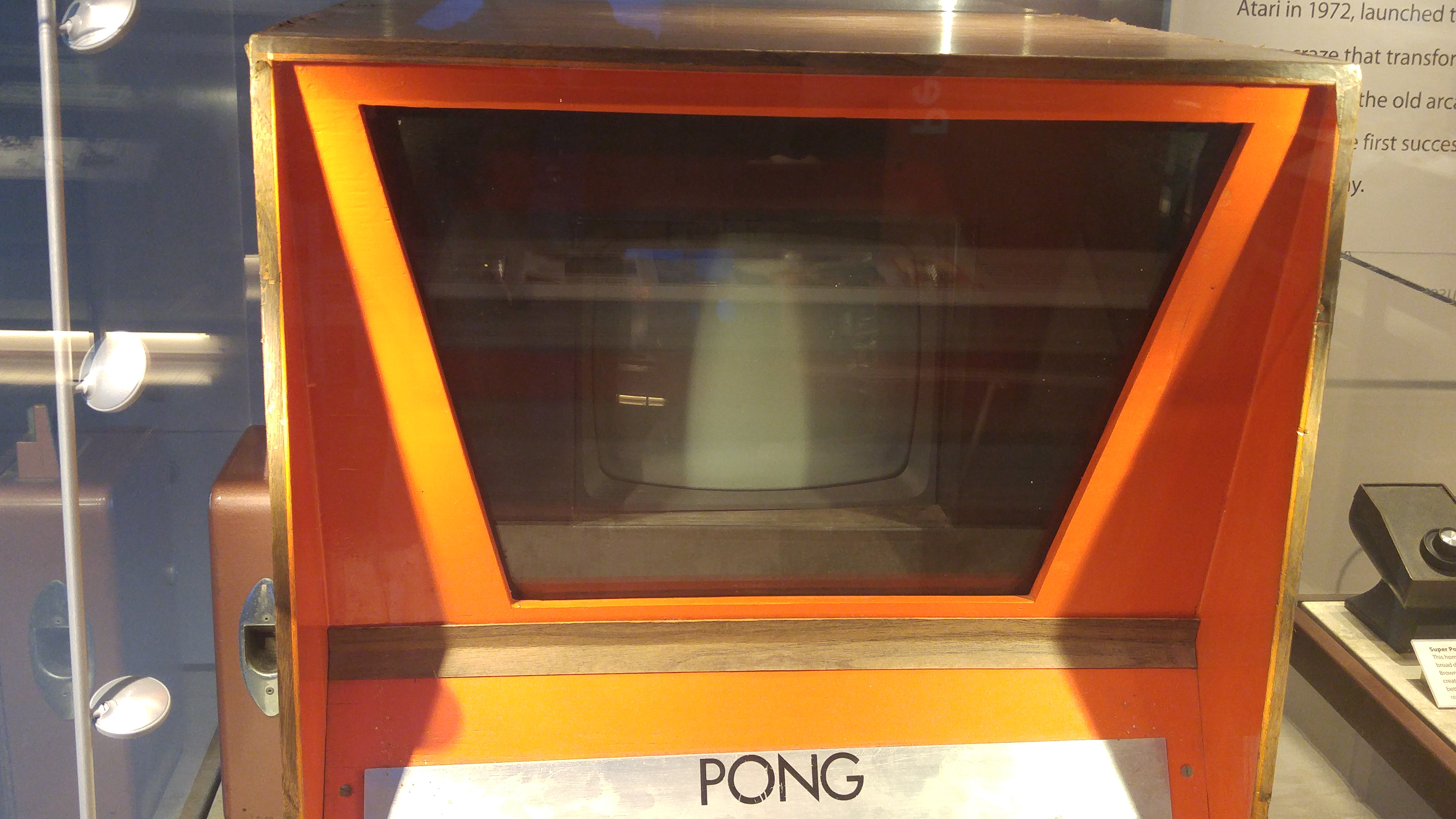
El prototipo Pong que se utilizaba en la taberna.

En agosto de 1972, Bushnell y Alcorn instalaron el prototipo Pong en un bar local, Andy Capp's Tavern. Seleccionaron el bar por su buena relación de trabajo con el propietario y el gerente del bar, Bill Gaddis; Atari suministraba máquinas de pinball a Gaddis. Bushnell y Alcorn colocaron el prototipo en una de las mesas cerca de las otras máquinas de entretenimiento: una caja de discos, máquinas de pinball y el Computer Space. El juego tuvo una buena acogida la primera noche y su popularidad continuó creciente durante las próximas semanas. Bushnell fue entonces a hacer un viaje de negocios en Chicago para mostrar Pong a los ejecutivos de Bally y Midway Manufacturing; tenía la intención de utilizar el Pong para cumplir su contrato con Bally, en lugar del juego de conducción. Pocos días después, el prototipo empezó a presentar problemas técnicos y Gaddis se puso en contacto con Alcorn para solucionarlo. Al inspeccionar la máquina, Alcorn descubrió que el problema era que el mecanismo de las monedas estaba desbordado.
Después de conocer el éxito del juego, Bushnell decidió que Atari tendría más beneficios para fabricar el juego en lugar de licenciarlo, pero el interés de Bally y Midway ya se había despertado. Bushnell decidió informar a cada uno de los dos grupos que el otro no estaba interesado —Bushnell dijo a los ejecutivos de Bally que los ejecutivos de Midway no lo querían y viceversa— para preservar las futuras relaciones. Al escuchar el comentario de Bushnell, los dos grupos rechazaron su oferta. Bushnell tuvo dificultades para encontrar apoyo financiero para Pong; los bancos lo veían como una variante del pinball, que entonces el público en general asociaba a la mafia. Atari finalmente obtuvo una línea de crédito de Wells Fargo que usar para ampliar sus instalaciones para alojar una cadena de montaje. La compañía anunció el Pong el 29 de noviembre de 1972. La dirección buscó trabajadores de montaje en la oficina local de paro, pero no pudo mantenerse al día con la demanda. Las primeras máquinas recreativas en ser producidas se montaron muy lentamente, aproximadamente diez máquinas al día, muchas de las cuales fallaron en pruebas de calidad. Finalmente, Atari racionalizó el proceso y empezó a producir el juego en grandes cantidades. En 1973 empezaron a enviar Pong a otros países con la ayuda de socios extranjeros.
En algunos países se comercializaron clones del mismo bajo el nombre de Telematch, incluso hubo modelos de televisores que lo traían incluido en su propia circuitería. El funcionamiento básico es muy simple: hay dos rectángulos blancos enfrentados en un tablero negro que se mueven de arriba abajo y un pequeño cuadrado o bola que rebota sobre estos rectángulos y los bordes superiores e inferiores de la pantalla haciendo un repetitivo sonido. En resumen, intenta ser una simulación de tenis de mesa aunque en definitiva termina siendo algo sumamente parecido al tejo aéreo. Cada vez que uno de los dos adversarios, que controlan uno de los rectángulos enfrentados, deja pasar la bola, su oponente gana un punto. Posteriormente se crearon muchas variantes: Pong en 3D, nuevas versiones que contenían algunas innovaciones, aunque el juego básico sigue siendo el mismo.
El impacto que tuvo en el desarrollo de la industria de los videojuegos fue muy alto. No solo provocó uno de los primeros enfrentamientos por patentes entre marcas comerciales de entretenimiento, en donde Atari tuvo que indemnizar por licenciamiento a Magnavox en 700 000 dólares sino que fue el culpable del crecimiento que tuvo la naciente industria en los salones recreativos, los primeros sistemas de entretenimiento caseros y la aparición de nuevas compañías dedicadas a su desarrollo.

### Versión doméstica

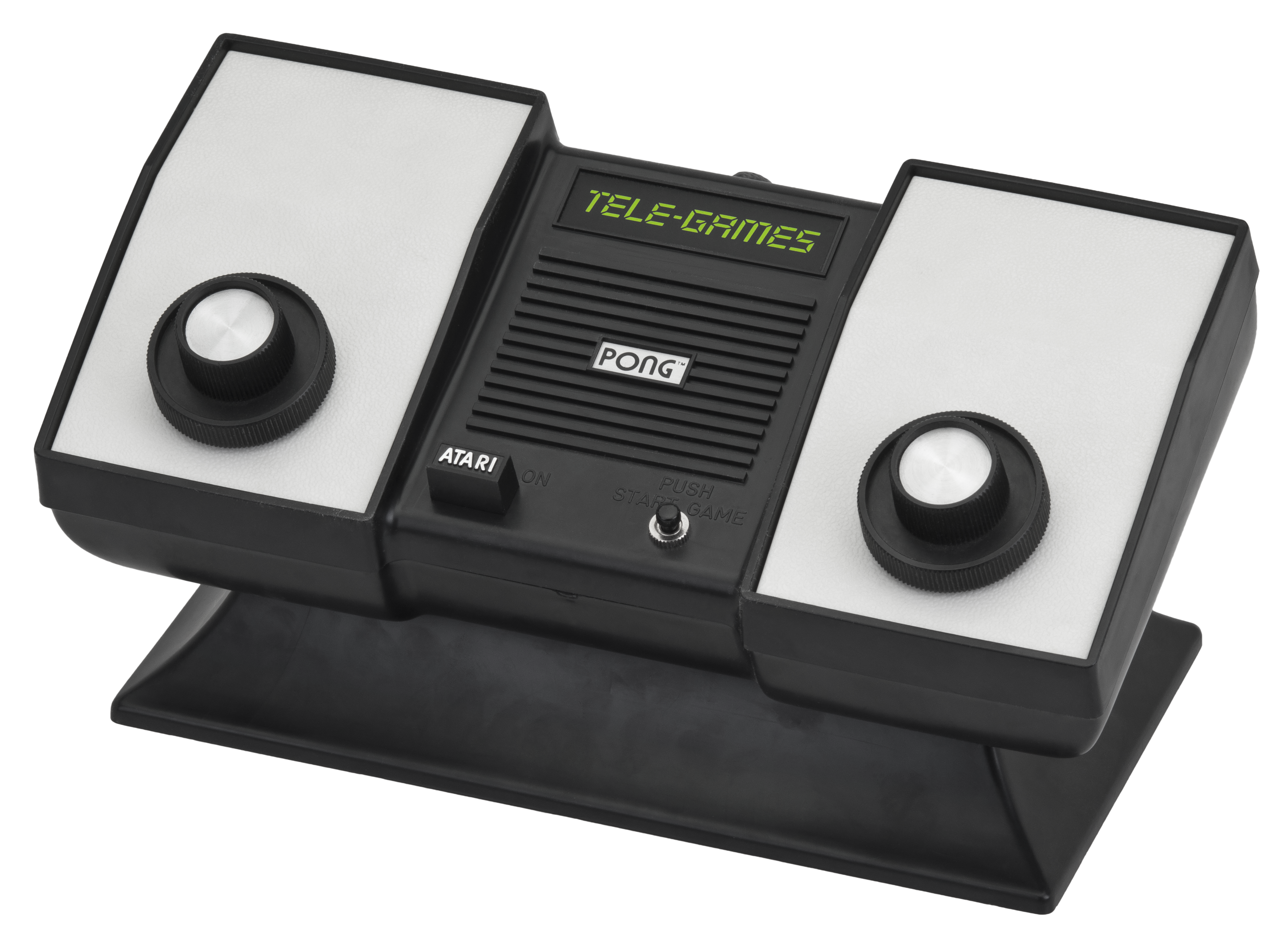
La consola Home Pong de Atari, lanzada a través de Sears en 1975

Después del éxito de Pong, Bushnell empujó sus empleados a crear nuevos productos. En 1974, el ingeniero de Atari, Harold Lee, propuso una versión doméstica del Pong que se conectaría a un televisor: Home Pong. El sistema empezó a desarrollarse con el nombre en clave Darlene, trae el nombre de una empleada de Atari. Alcorn trabajó con Lee para desarrollar los diseños y el prototipo y los basó en la misma tecnología digital utilizada en sus juegos arcade. Los dos trabajaban por turnos para ahorrar tiempos y dinero; Lee trabajaba la lógica del diseño durante el día, mientras que Alcorn depuraba los diseños por las noches. Después de que los diseños fueran aprobados, el compañero ingeniero de Atari, Bob Brown, ayudó a Alcorn y Lee a construir un prototipo. El prototipo consistía en un dispositivo conectado a un pedestal de madera que contendía más de cien cables, que finalmente fue sustituido por un circuito integrado diseñado por Alcorn y Lee; el chip aun se tenía que probar y construir antes de que se construyera el prototipo. El chip se acabó en la segunda mitad del 1974 y, en aquel momento, era el chip con más rendimiento utilizado en un producto de consumo.
Bushnell y Gene Lipkin, el vicepresidente de ventas de Atari, se dirigieron a los minoristas de juguetes y electrónica para vender Home Pong, pero fueron rechazados. Los minoristas consideraban que el producto era demasiado caro y no interesaría a los consumidores. Atari se puso en contacto con el departamento Sears Sporting Goods después de descubrir un anuncio de la Magnavox Odyssey en la sección de productos deportivos de su catálogo. El personal de Atari discutió el juego con un representante, Tom Quinn, que expresó entusiasmo y ofreció a la compañía un acuerdo exclusivo. Pensando que podrían encontrar termas más favorables en otros lugares, los ejecutivos de Atari declinaron y continuaron persiguiendo los minoristas de juguetes. En enero de 1975, el personal de Atari creó una cabina de Home Pong al American Toy Fair (una feria de muestras) en Nueva York, pero no tuvo éxito al solicitar pedidos debido al elevado precio de la unidad.
Mientras eran en la feria, volvieron a conocer a Quinn y, pocos días después, establecieron una reunión con él para obtener un pedido de venta. Para obtener la aprobación del departamento de productos deportivos, Quinn sugirió a Atari que mostrara el juego a los ejecutivos de Chicago. Alcorn y Lipkin viajaron al Sears Tower y, a pesar de una complicación técnica relacionada con una antena en la parte superior del edificio que emitía al mismo canal que el juego, obtuvo la aprobación. Bushnell dijo a Quinn que podía producir 75 000 unidades a tiempo por la temporada de Navidad; sin embargo, Quinn solicitó el doble del importe. A pesar de que Bushnell sabía que Atari no tenía capacidad para fabricar 150 000 unidades, aceptó. Atari adquirió una nueva fábrica gracias a la financiación obtenida por el inversor de riesgo Don Valentine. Supervisada por Jimm Tubb, la fábrica cumplió el pedido de Sears. Las primeras unidades fabricadas se marcaron con el nombre «Tele-Games» de Sears. Posteriormente, Atari lanzó una versión con marca propia en 1976. Sería en 1977 que las versiones de máquina de bar del PONG empiezan a ser populares.

### Pleito de Magnavox

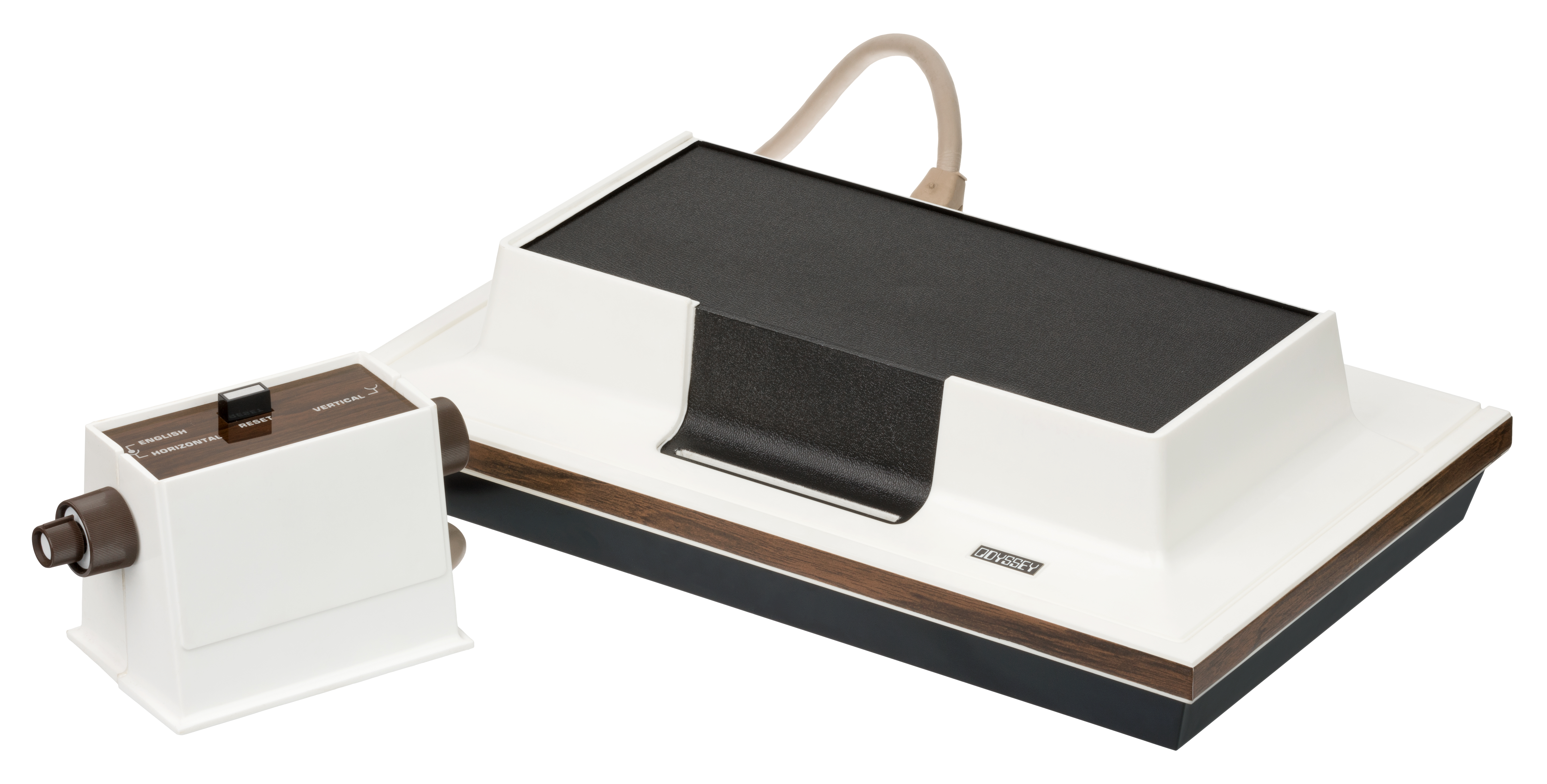
La Magnavox Odyssey, inventada por Ralph H. Baer, inspiró la creación del Pong.

El éxito de Pong atrajo la atención de Ralph Baer, el inventor de la Magnavox Odyssey, y su empresa, Sanders Associates. Sanders tuvo un acuerdo con Magnavox para gestionar la sublicencia de la Odyssey, que incluía tratar la infracción de sus derechos exclusivos. Sin embargo, Magnavox no había emprendido acciones legales contra Atari y otras muchas empresas que liberaron clones de Pong. Sanders continuó presionando y, en abril de 1974, Magnavox presentó una demanda contra Atari, Allied Leisure, Bally Midway y Chicago Dynamics. Magnavox argumentó que Atari había infringido las patentes de Baer y su concepto de ping-pong electrónico basado en registros detallados que Sanders mantenía del proceso de diseño del Odyssey que se remontaba en 1966. Otros documentos incluyen deposiciones de testigos y un libro de visitas firmado que demostraba que Bushnell había jugado al juego de tenis de mesa del Odyssey antes del lanzamiento de Pong. En respuesta a las afirmaciones que vio la Odyssey, Bushnell afirmó más tarde que, «El hecho es que vi ciertamente el juego de Odyssey y no me pareció muy inteligente».
Después de considerar sus opciones, Bushnell decidió reunirse fuera del tribunal con Magnavox. El abogado de Bushnell consideró que podían ganar; sin embargo, estimó los costes legales de 1,5 millones de dólares, que habría superado los fondos de Atari. Magnavox ofreció a Atari un acuerdo para convertirse en licenciatario por 700 000 $. Otras empresas productoras de clones de Pong así como los competidores de Atari tenían que pagar derechos de autor. Además, Magnavox obtuvo los derechos sobre los productos Atari desarrollados durante el año siguiente. Magnavox continuó persiguiendo acciones legales contra las otras empresas y los procesos empezaron al poco de la solución de Atari en junio de 1976. El primer caso tuvo lugar a los juzgados de distrito en Chicago, con el juez John Grady al frente. Para evitar que Magnavox obtuviera derechos sobre sus productos, Atari decidió retrasar la publicación de sus productos durante un año y retuvo la información de los abogados de Magnavox durante las visitas a las instalaciones de Atari.

## Impacto y legado

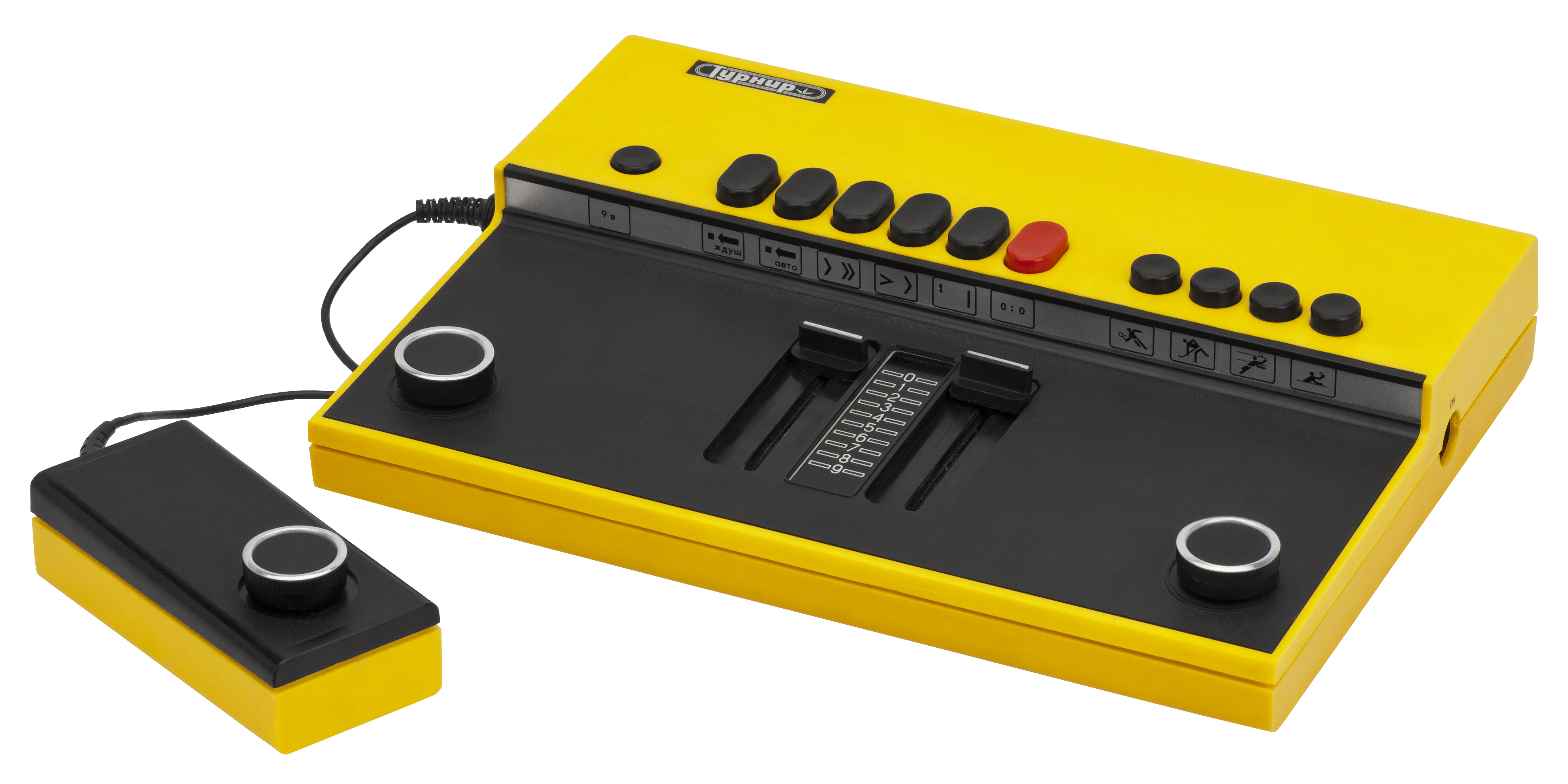
Las consolas dedicadas de Pong llegaron a varios países, como esta consola rusa llamada Турнир (se lee «Turnir», que significa «Torneo»).

Las máquinas arcade de Pong fabricadas por Atari fueron un gran éxito. El prototipo fue muy recibido por los patrones de la Tasca de Andy Capp; la gente vino al bar únicamente para jugar el juego. Después de su lanzamiento, Pong obtuvo constantemente cuatro veces más ingresos que otras máquinas que funcionaban con monedas. Bushnell estimó que del juego se ganaba entre 35 y 40 dólares estadounidenses al día, cosa que describió como nada que nunca había visto antes en la industria del entretenimiento con monedas en aquel momento. Los beneficios del juego resultaron en un aumento del número de pedidos recibidos por Atari. Esto proporcionó a Atari una fuente constante de ingresos; la compañía vendió las máquinas a tres veces el coste de producción. En 1973, la compañía ya había recibido 2 500 pedidos y, a finales de 1974, vendió más de 8 000 unidades. Las máquinas recreativas de arcade se han convertido en objetos de colección con la versión de mesa siendo la más rara. Al poco tiempo de las pruebas con éxito del juego en la tasca de Andy Capp, otras empresas empezaron a visitar el bar para inspeccionarlo. Juegos similares aparecieron al mercado tres meses después, producidos por empresas como Ramtek y Nutting Associates. Atari no pudo hacer mucho contra los competidores, puesto que inicialmente no habían solicitado patentes de la tecnología de estado sólido utilizada en el juego. Cuando la empresa solicitó patentes, las complicaciones atrasaron el proceso. Como resultado, el mercado consistía principalmente en «clones de Pong»; el escritor Steven Kent estimó que Atari había producido menos de un tercio de las máquinas. Bushnell se refería a los competidores como «Jackals» porque consideraba que tenían una ventaja injusta. Su solución para competir contra ellos era producir conceptos y juegos más innovadores. En total durante su tiempo de vida el arcade original de pong vendió unas 35 000 unidades.
Home Pong tuvo un éxito inmediato después de su lanzamiento limitado el 1975 a través de Sears; alrededor de 150 000 unidades se vendieron aquella temporada de vacaciones. El juego se convirtió en el producto con más éxito de Sears en aquella época, cosa que le valió a Atari un Sears Quality Excellence Award. La versión propia de Atari vendió 50 000 unidades adicionales. De manera similar a la versión arcade, varias empresas lanzaron clones para aprovechar el éxito de la consola doméstica, muchos de los cuales continuaron produciendo nuevas consolas y videojuegos. Magnavox volvió a lanzar su sistema Odyssey con hardware simplificado y nuevas funciones y, posteriormente, lanzó versiones actualizadas. Coleco entró al mercado de los videojuegos con su consola Telstar; mostraba tres variantes del Pong y también la sucedieron modelos más nuevos. Nintendo lanzó la Color TV Game 6 en 1977, que interpreta seis variantes del juego Pong. El año siguiente, fue seguido de una versión actualizada, la Color TV Game 15, que presenta quince variaciones. Estos sistemas fueron la entrada de Nintendo al mercado de los videojuegos domésticos y los primeros a producirlos ellos mismos; previamente habían licenciado la Magnavox Odyssey. Las consolas dedicadas del Pong y los numerosos clones se han convertido desde entonces en niveles variables de rarezas tecnológicas; las consolas de Pong de Atari son frecuentes, mientras que las consolas de TV Fun de APF Electronics son moderadamente raros. Sin embargo, los precios entre coleccionistas varían según la rareza; las versiones de Sears Tele-Games suelen ser más baratas que las que tienen la marca Atari.

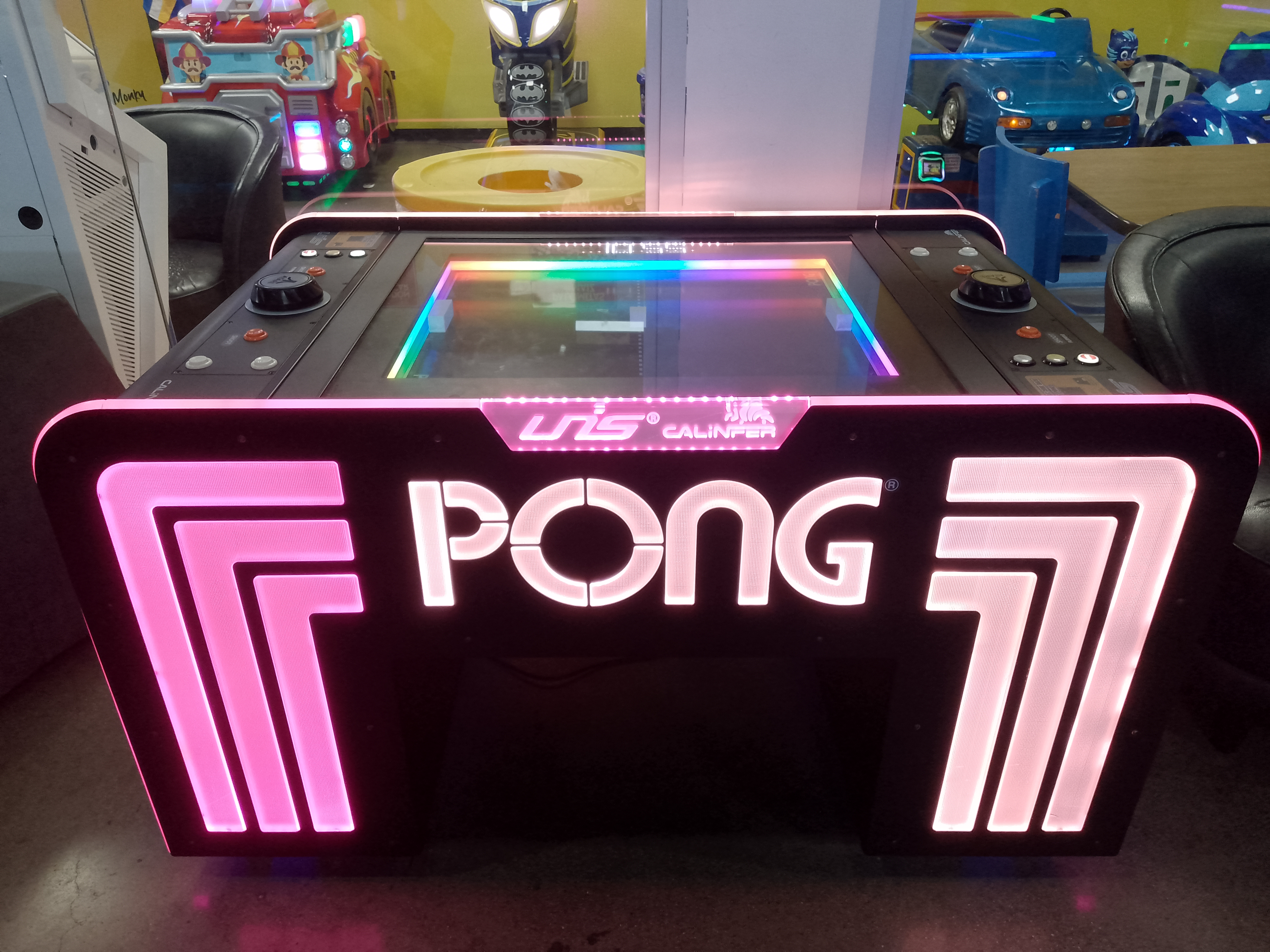
Un arcade de Pong donde se usan piezas rales para emular el juego.

Varias fuentes se plantean que el juego Pong propulsó la industria de los videojuegos como una empresa lucrativa. El periodista de videojuegos, David Ellis, ve que el juego es la piedra angular del éxito de la industria de los videojuegos y destacó que el juego arcade es «uno de los títulos más significativos históricamente». Kent atribuye el «fenómeno arcade» al Pong y los juegos de Atari que lo siguieron, y considera que el lanzamiento de la versión inicial es el comienzo exitoso de las videoconsolas domésticas. Bill Loguidice y Matt Barton de Gamasutra se refirió al lanzamiento del juego como el inicio de un nuevo medio de entretenimiento y comentó que su juego sencillo e intuitivo lo convirtió en un éxito. En 1996 la revista Next Generation lo denominó uno de los «100 mejores juegos de todos los tiempos», relatando que el equipo de «Next Generation ignoró centenares de miles de dólares de software de 32 bits para jugar el Pong durante horas cuando se lanzó la versión de Genesis». En 1999, Next Generation listó el Pong como el número 34 de sus «50 mejores juegos de todos los tiempos», comentando que, «A pesar de, o quizás por su simplicidad, Pong es el reto definitivo de dos jugadores - una prueba de los tiempos de reacción y una estrategia muy sencilla que se redujo hasta lo más básico». En 2013, Entertainment Weekly citó el Pong uno de los diez primeros juegos de Atari 2600. Muchas de las empresas que produjeron sus propias versiones de Pong finalmente se hicieron muy conocidas dentro de la industria. Nintendo entró al mercado de los videojuegos con clones de Home Pong. Los ingresos que se generaron (cada sistema vendió más de un millón de unidades) ayudaron la empresa a sobrevivir en un momento económico difícil y les animó a continuar con los videojuegos. Después de ver el éxito de Pong, Konami decidió entrar al mercado de los juegos arcade y lanzó su primer título, Maze. Su moderado éxito impulsó la compañía a desarrollar más títulos.
Bushnell sintió que Pong fue especialmente significativo en su papel como lubricante social, puesto que sólo era multijugador y no requería que cada jugador usara más de una mano: «Era muy normal que una chica con un cuarto de dólar en la mano sacase un chico de un taburete del bar y dijera: "Me gustaría jugar al Pong y no hay nadie más para jugar". Era una manera de jugar, de sentar juntos, de hablar, de risas, de desafiarse uno contra el otro ... A medida que ganabas confianza, podrías dejar la cerveza y abrazarla. Podrías poner el brazo sobre su hombro. Se puede jugar a zurdos si así se desea. De hecho, hay mucha gente que ha venido a mí a lo largo de los años y ha dicho: "Conocí mi mujer jugando al Pong", y esto es una cosa bonita que se ha conseguido».

Partida de Pong.

Al no tener copyright, porque la circuitería no era reproducible, hubo numerosas máquinas que incluían diversas variaciones del tenis o frontón. Había máquinas que incluían a Pong, o una variante de este, en su colección de juegos. La primera consola que contó con este juego en su colección fue la Atari 2600 que tenía entre sus títulos el juego Pong original.
En la época de Pong surgieron diversos títulos, los géneros más habituales fueron:
- Squash para uno o dos jugadores.
- Fútbol.
- Hockey.
- Baloncesto.
- Juegos de motocicletas.
- Tiro al blanco. Para este juego se utilizaba una pistola que venía con la máquina o se ofrecía por separado.
- Juegos de tanques.
- Juegos de submarinos.
- Carreras de autos.

Las variaciones de juegos que se podían encontrar variaban de una máquina a otra. Generalmente, los juegos de submarinos, tanques y autos solo estaban disponibles en versiones que utilizaban cartuchos.

### Secuelas y remakes

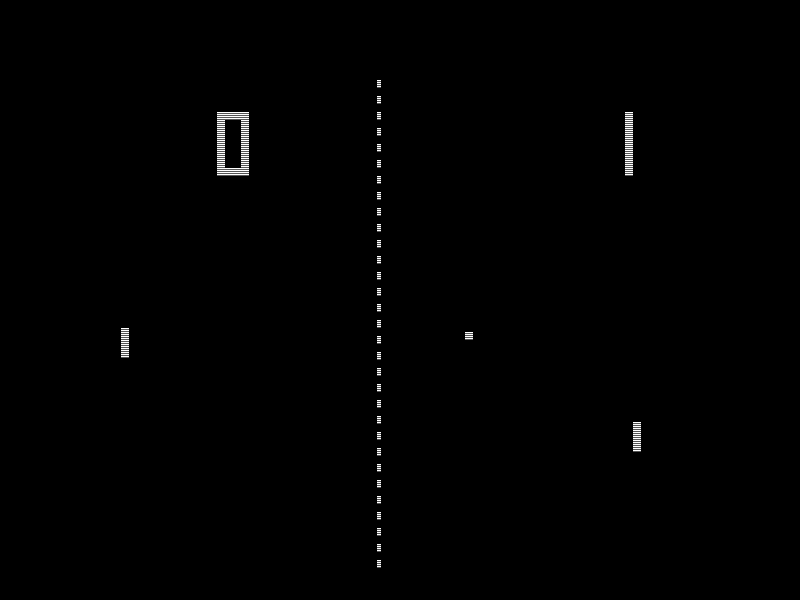
Una partida de PONG

Bushnell consideró que la mejor manera de competir contra los imitadores era crear mejores productos, cosa que trajo Atari a producir secuelas en los años posteriores al lanzamiento del original: Pong Doubles, Super Pong, Ultra Pong, Quadrapong, y Pin-Pong. Las secuelas presentan gráficos similares, pero incluyen nuevos elementos de juego; por ejemplo, Pong Doubles permite a cuatro jugadores competir en parejas, mientras que Quadrapong—también publicado por Kee Games como Elimination—los hace competir entre sí en un campo a cuatro. Bushnell también conceptualizó una versión free-to-play de Pong para entretener los niños en un consultorio médico. Lo tituló inicialmente Snoopy Pong y dio su forma a la máquina recreativa por la caseta de perro de Snoopy con el personaje encima, pero lo renombró Puppy Pong y modificó Snoopy por un perro genérico para evitar acciones legales. Posteriormente, Bushnell utilizó el juego en su cadena de restaurantes Chuck E. Cheese. En 1976, Atari lanzó Breakout, una variación de un solo jugador de Pong donde el objetivo del juego es sacar ladrillos de una pared golpeándolos con una pelota. Como en Pong, Breakout fue seguido por numerosos clones que copiaron el juego, como por ejemplo Arkanoid, Alleyway, y Break 'Em All.
Atari rehízo el juego en numerosas plataformas. En 1977, Pong y varias variantes del juego aparecían en Video Olympics, uno de los títulos originales de lanzamiento de Atari 2600. Pong también se ha incluido en varias recopilaciones de Atari en plataformas incluidas la Sega Genesis, PlayStation Portable, Nintendo DS, y ordenador personal. A través de un acuerdo con Atari, Bally Gaming and Systems desarrolló una versión de máquinas tragaperras del juego. Atari publicó TD Overdrive que incluye el Pong como juego adicional que se juega durante la pantalla de carga. Un juego de plataformas en 3D con elementos de rompecabezas y shooter se anunció que estaba en desarrollo por Atari Corporation para Atari Jaguar en septiembre de 1995 bajo el título Pong 2000, como parte de su serie de actualizaciones de juegos arcade para el sistema y se configuró para tener una historia original, pero nunca se estrenó. En 1999, el juego fue rehecho para ordenadores domésticos y PlayStation con gráficos 3D y power-ups. En 2012, Atari celebró el 40.º aniversario de Pong lanzando el Pong World. En 2020, lanzaron Pong Quest para Steam, lanzándolo posteriormente para PlayStation 4, Xbox One, y Nintendo Switch. Se anunció una nueva versión del juego para su lanzamiento exclusivamente para Intellivision Amico.
Actualmente existen diversas versiones remasterizadas de Pong, hay versiones flash jugables desde el navegador y otras descargables, a la mayoría de estos juegos se le han añadido funciones y optimizado su control. En el Videojuego Mortal Kombat 3 se puede jugar a Pong si se gana en el juego. Con la proliferación de los dispositivos móviles y el sistema operativo Android se han desarrollado múltiples versiones.

### En la cultura popular

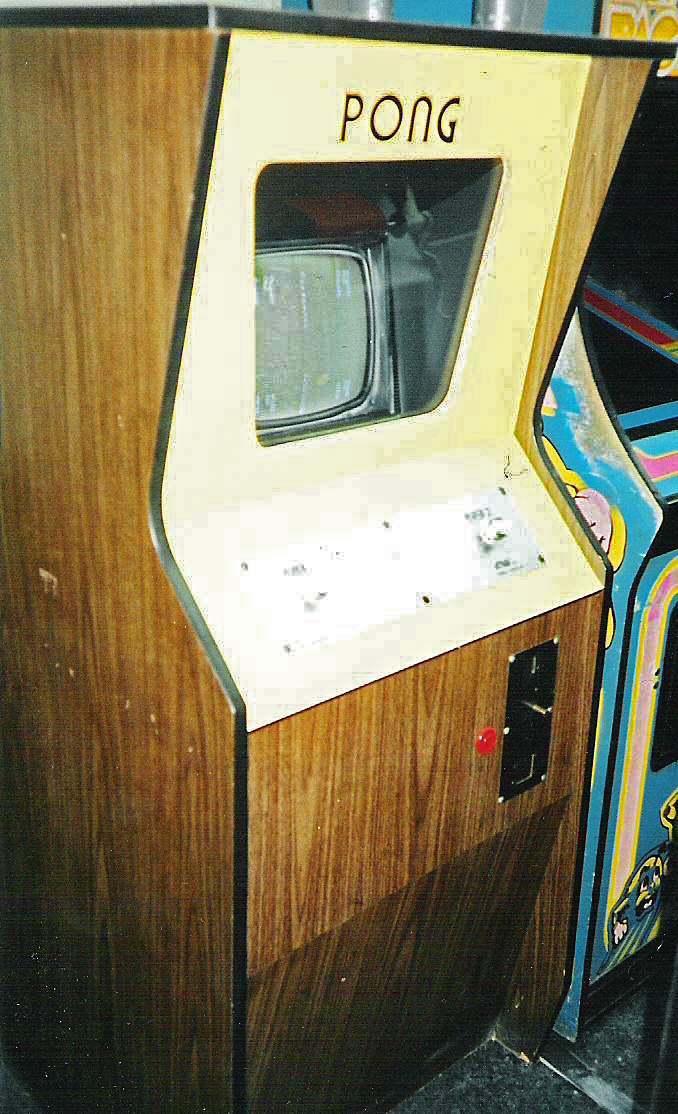
Una máquina de PONG.

El juego aparece en episodios de series de televisión incluyendo That '70s Show, King of the Hill y Saturday Night Live. En 2006, un anuncio de American Express mostraba a Andy Roddick en un partido de tenis contra el pádel blanco del juego. Otros videojuegos también han hecho referencia y han parodiado el Pong; por ejemplo Neuromancer para Commodore 64 y Banjo-Kazooie: Nuts & Bolts para Xbox 360. El concierto Video Games Live utilizó sonido delPong como parte del retro especial «Classic Arcade Medley». La canción de Frank Black Whatever Happened to Pong? del álbum Teenager of the Year hace referencia a los elementos del juego.
El estudio de diseño neerlandés Buro Vormkrijgers creó un reloj de estilo Pong como un proyecto por simple diversión en sus oficinas. Después de que el estudio decidiera fabricarlo para la venta al por menor, Atari emprendió acciones legales en febrero de 2006. Las dos empresas llegaron finalmente a un acuerdo por el cual Buro Vormkrijgers podía producir un número limitado con licencia. En 1999, el artista francés Pierre Huyghe creó una exhibición titulada «Atari Light», en qué dos personas utilizan dispositivos portátiles para jugar a Pong en un techo iluminado. El trabajo se mostró en la Bienal de Venecia en 2001 y en el Museo de Arte Contemporáneo de Castilla y León en 2007. El juego se incluyó en la exhibición de Game On de 2002 en la Barbican Arte Gallery de Londres destinada a mostrar los diversos aspectos de la historia, el desarrollo y la cultura de los videojuegos.

## Para más información
- Cohen, Scott (1984). Zap! The Rise and Fall of Atari. McGraw-Hill. ISBN 978-0-07-011543-9.
- Herman, Leonard (1997). Phoenix: The Fall & Rise of Videogames. Rolenta Press. ISBN 978-0-9643848-2-8.
- Kline, Stephen; Dyer-Witheford, Nick; De Peuter, Greig (2003). Digital Play: The interaction of Technology, Culture and Marketing. McGill-Queen's Press. ISBN 978-0-7735-2591-7.
- Lowood, H. (2009). «Videogames in Computer Space: The Complex History of Pong». IEEE Annals of the History of Computing 31 (3). pp. 5-19. doi:10.1109/MAHC.2009.53.